# San Francisco (Málaga)
San Francisco es un barrio perteneciente al distrito Este de la ciudad andaluza de Málaga, España. Según la delimitación oficial del ayuntamiento, limita al norte con la ronda Este de la A-7; al oeste, con el arroyo Jaboneros, que lo separa de los barrios de La Mosca y Valle de los Galanes; al sur, con el barrio de Villa Cristina; y al oeste, con el barrio de San Isidro.

## Transporte
En autobús está conectado con el resto de la ciudad mediante las siguientes líneas de la EMT: 
| Línea | Trayecto                                        | Recorrido | Frecuencia    |
| ----- | ----------------------------------------------- | --------- | ------------- |
| 29    | Jarazmín - El Palo                              | Recorrido | 60 minutos    |
| 34    | Alameda Principal - Pedregalejo (Bda. La Mosca) | Recorrido | 30-35 minutos |